# 스노 글로브

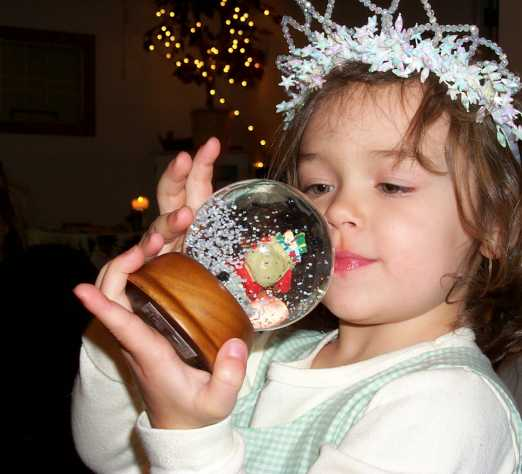
아이가 들고 있는 스노 글로브

스노 글로브(Snow globe)는 구 형태나 돔 형태의 투명 용기의 안을 물이나 글리세린 등의 투명한 액체로 채우고, 인형·건물 등의 스케일 모델과, 눈처럼 보이는 것 등을 넣어, 흔들면 눈이 내리는 것 같은 풍경을 만든 것이다.
일본에서는 스노 돔이라고도 불려 선물 물건이나 완구로서 팔리고 있다. 용기는 유리 제의 것이 많지만, 자작해 오리지널의 스노 글로브를 즐기는 사람들도 있다. 판매 시기로서는 크리스마스 시즌에 잘 팔린다. 소형의 물건이 주류이지만, 여러 가지 크기의 것이 있다. 밑부분에 오르골을 넣어 구체 부분으로 태엽을 감아 회전하며 오르골을 울리게 되어 있는 것도 있다.

## 역사
스노우 글로브의 시작은 확실하지 않지만, 일설에는 19세기 전반의 유럽에서 문진으로서 사용된 것이 시작으로 여겨진다.
그 앞으로 1889년에 개최된 파리 만국박람회에서 에펠탑을 모티프로 한 스노 글로브를 판매했는데 화제가 되어, 온 세상에 퍼졌다.
1941년의 미국 영화 '시민케인'의 한 장면에서, 스노 글로브가 인상적으로 사용된 일도 있어 일반적으로도 인지되었다.
세계적으로 많은 수집가들이 있다.

## 같이 보기
- 문진